# Alfoz de Bricia
Alfoz de Bricia est une commune d'Espagne dans la communauté autonome de Castille-et-León, province de Burgos.  Elle s'étend sur 52,14 km2 et comptait environ 97 habitants en 2011.
Alfoz de Bricia est constituée de onze communes : Barrio de Bricia (siège de la mairie), Bricia, Campino, Cilleruelo de Bricia, Linares de Bricia, Lomas de Villamediana, Montejo de Bricia, Presillas, Valderías, Villamediana de Lomas et Villanueva de Carrales.